# Puits Théodore
Le puits Théodore est un monument historique situé à Wittenheim, dans le département français du Haut-Rhin.

## Localisation

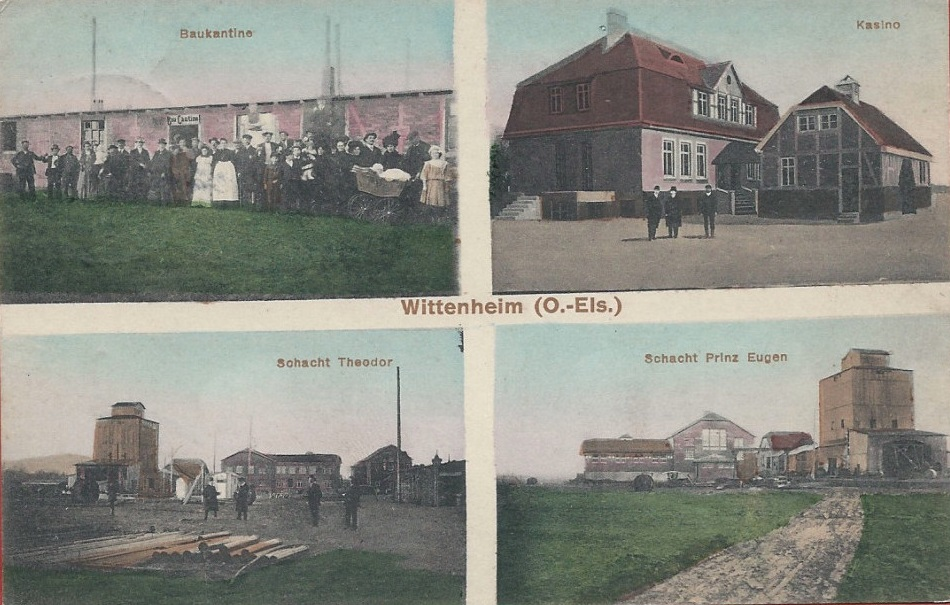
Fonçage du puits.

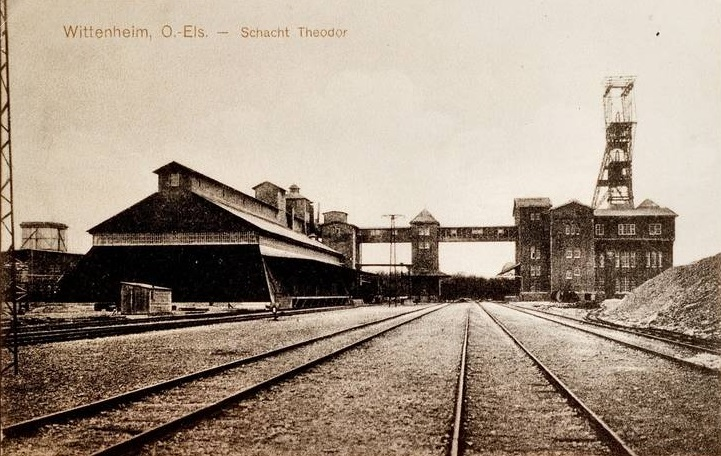
Le puits en 1912.

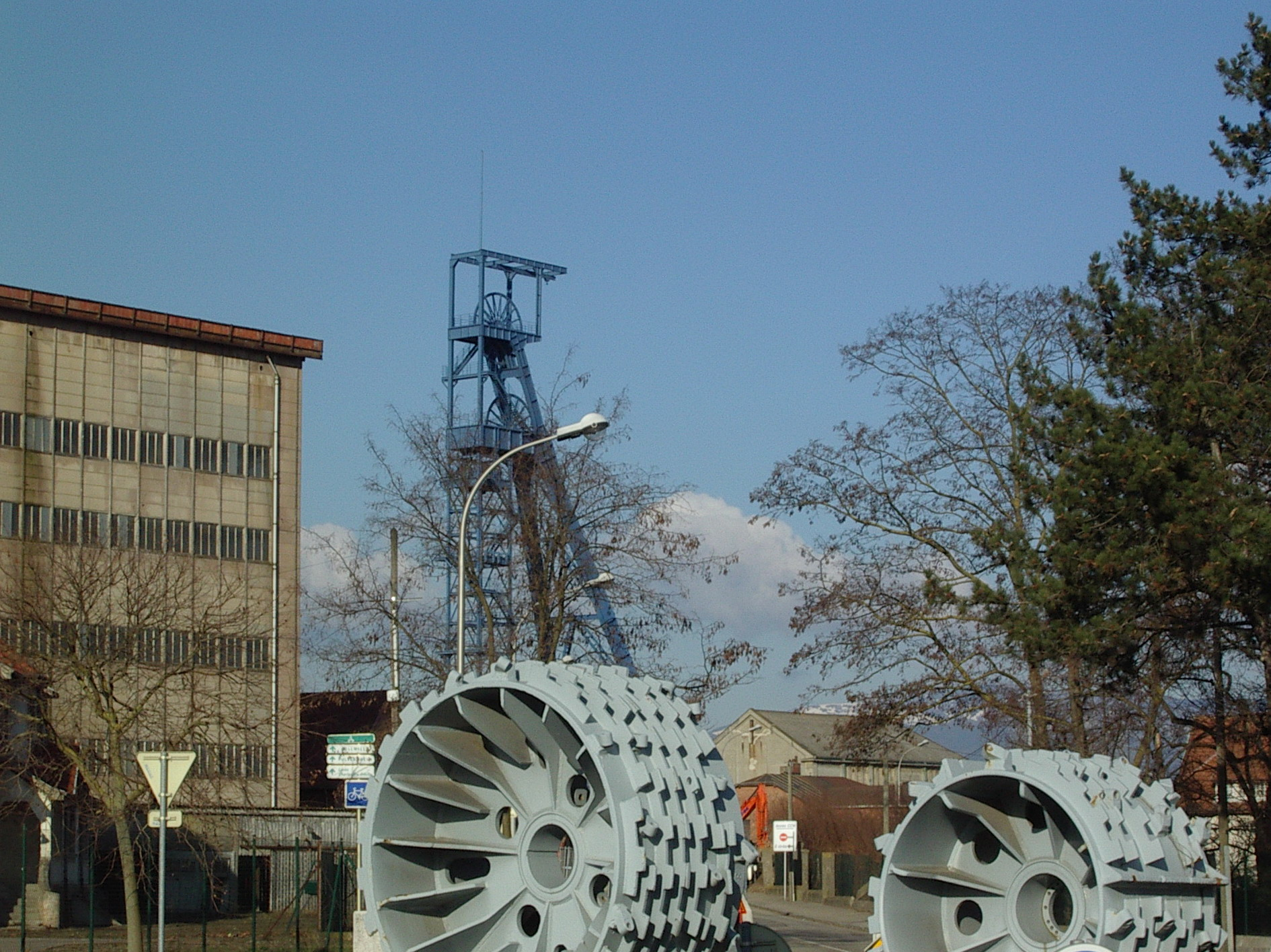
Vue éloignée.

Ce bâtiment est situé mine Prince Eugène et Théodore et au 27, rue du Général-de-Gaulle à Wittenheim, dans le département français du Haut-Rhin en Alsace.

## Historique
Le fonçage est entrepris en 1911 par consortium allemand Wintershall-Laupenmühlen pour s'achever en 1913. En 1919, les MDPA récupèrent le puits et l'année suivante une centrale électrique est construite. Trois ans plus tard, la compagnie renouvelle la chaufferie et les équipements extractifs des puits Théodore et Eugène, accompagné de la construction de bureaux, d'un garage et de magasins. Des ateliers spécialisés sont construits au sud de la fosse entre 1925 et 1929. Des vestiaires sont construits en 1930 suivis, six ans plus tard d'un atelier de réparation électrique. Un nouveau hangar à chlorure voit le jour en 1953.
Le chevalement moderne est construit en 1958. Il a fait l'objet d'une inscription au titre des monuments historiques le 17 août 1995, puis c'est la remise à incendie qui est inscrite en 2005.

## Architecture
Les bâtiments miniers construit avant la Seconde Guerre mondiale possèdent des architectures variées, il y a des bâtiments en bois, en brique et en béton avec des charpentes métalliques. Ceux construits plus tard sont en briques maçonnées.
Le chevalement en poutrelles de fer à âme pleine, conçu par l’architecte Ruelle Y., est de type avant-carré porteur. Il mesure 65 mètres de haut.

## Mémorial

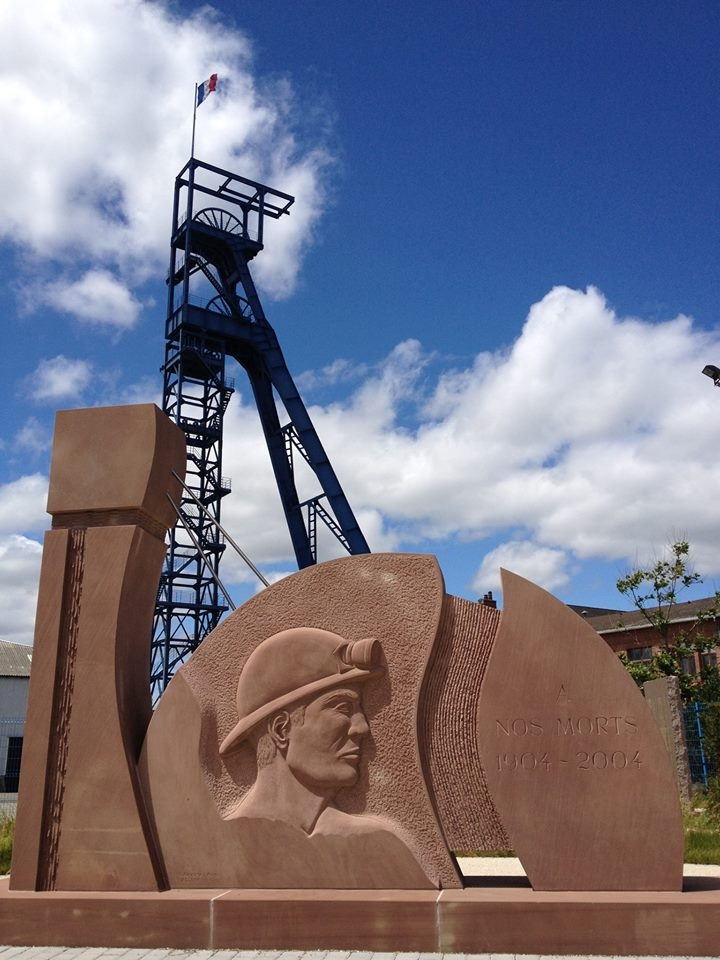
Mémorial.

Un mémorial est consacré aux victimes d'accidents mortels survenus dans les mines de potasse d'Alsace.